# Eleição presidencial na Turquia em 2018
A eleição presidencial turca de 2018 foi realizada em turno único no dia 24 de junho de forma simultânea à eleição parlamentar de 2018. Esta foi a 2.ª eleição presidencial direta na história política do país e a 1.ª eleição presidencial desde a mudança do sistema de governo após a aprovação do presidencialismo no referendo constitucional de 2017, no qual o presidente da Turquia passa a acumular também as funções de chefe de governo para além das funções de chefe de Estado que desempenhava anteriormente.
Originalmente agendadas para ocorrer somente em novembro de 2019, o presidente em exercício Recep Tayyip Erdoğan e o presidente do Partido de Ação Nacionalista (MHP), Devlet Bahçeli, partido minoritário que sustenta politicamente o governo do Partido da Justiça e Desenvolvimento (AKP) na Grande Assembleia Nacional da Turquia, decidiram por antecipar a eleição de modo a fazer valer o mais rapidamente possível a alteração constitucional aprovada pelo eleitorado turco no ano anterior. Após a eleição parlamentar de 2018, o cargo de primeiro-ministro foi abolido e um novo governo presidencialista assumiu plenamente suas funções.

## Resultados eleitorais
| Candidato(a)               | Candidato(a)               | Partido político                     | Votos válidos | %     | Situação   |
| -------------------------- | -------------------------- | ------------------------------------ | ------------- | ----- | ---------- |
|                            | Recep Tayyip Erdoğan       | Partido da Justiça e Desenvolvimento | 25 436 238    | 52.38 | Eleito     |
|                            | Muharrem İnce              | Partido Republicano do Povo          | 14 951 788    | 30.79 | Não eleito |
|                            | Selahattin Demirtaş        | Partido Democrático dos Povos        | 4 039 390     | 8.32  | Não eleito |
|                            | Meral Akşener              | Partido do Bem                       | 3 603 858     | 7.42  | Não eleito |
|                            | Temel Karamollaoğlu        | Partido da Felicidade                | 434 882       | 0.89  | Não eleito |
|                            | Doğu Perincek              | Partido Patriótico                   | 95 928        | 0.20  | Não eleito |
| Votos válidos              | Votos válidos              | Votos válidos                        | 48 562 084    | 97.77 | –          |
| Votos brancos/nulos        | Votos brancos/nulos        | Votos brancos/nulos                  | 1 109 260     | 2.23  | –          |
| Total de votos registrados | Total de votos registrados | Total de votos registrados           | 49 671 344    | 100   | –          |
| Comparecimento eleitoral   | Comparecimento eleitoral   | Comparecimento eleitoral             | 56 322 632    | 88.19 | –          |